# USS Santa Fe (SSN-763)
| USS Santa Fe (SSN-763)     | USS Santa Fe (SSN-763)                                                                                          | USS Santa Fe (SSN-763)                                                                                          |
| -------------------------- | --- | --- |
| USS Santa Fe (SSN-763)     | | |
|                            | | |
|                            | | |
| Спуск на воду              | 12 грудня 1992 року                                                                                             | 12 грудня 1992 року                                                                                             |
| Сучасний статус            | в активній службі                                                                                               | в активній службі                                                                                               |
| Проєкт                     | | |
| Тип ПЧ                     | USS | USS |
| Основні характеристики     | | |
| Швидкість (надводна)       | 20 вузлів | 20 вузлів |
| Швидкість (підводна)       | 32 вузла | 32 вузла |
| Робоча глибина занурення   | 240 метрів | 240 метрів |
| Екіпаж                     | 12 офіцерів, 98 матросів                                                                                        | 12 офіцерів, 98 матросів                                                                                        |
| Розміри                    | | |
| Довжина найбільша (по КВЛ) | 110,3 метрів | 110,3 метрів |
| Ширина корпусу найб.       | 10 метрів | 10 метрів |
| Середня осадка (по КВЛ)    | 9,4 метра | 9,4 метра |
| Озброєння                  | | |
| Торпедно- мінне озброєння  | 4х533-мм торпедні апарати, призначені для стрільби торпедами Mk.46, Mk.48, а також ракетами Harpoon (6-8 ракет) | 4х533-мм торпедні апарати, призначені для стрільби торпедами Mk.46, Mk.48, а також ракетами Harpoon (6-8 ракет) |
| Ракетне озброєння          | 12 вертикальних шахт, призначених для пусків ракет Harpoon і Tomahawk.                                          | 12 вертикальних шахт, призначених для пусків ракет Harpoon і Tomahawk.                                          |

USS Santa Fe (SSN-763) — багатоцільовий атомний підводний човен, є 52 в серії з 62 підводних човнів типу «Лос-Анджелес», побудованих для ВМС США. Він став другим кораблем ВМС США, названим на честь міста Санта-Фе столиці штату Нью-Мексико. Призначений для боротьби з підводними човнами і надводними кораблями противника, а також для ведення розвідувальних дій, спеціальних операцій, перекидання спецпідрозділів, нанесення ударів, мінування, пошуково-рятувальних операцій.

## Історія створення
Контракт на будівництво був присуджений 21 березня 1986 року корабельні Electric Boat компанії «General Dynamics Electric Boat», розташованої в місті Гротон, штат Коннектикут. Церемонія закладки кіля відбулася 9 липня 1991 року. Спущений на воду 12 грудня 1992 року. Хрещеною матір'ю човна стала Джой Джонсон. Введений в експлуатацію 8 січня 1994 року на військово-морській базі підводних човнів Нью-Лондон в Гротоні, штат Коннектикут. З березня 1995 року портом приписки став Перл-Харбор, Гаваї, де човен увійшов до складу 7 ескадри підводних човнів.

## Історія служби
У квітні 1997 року човен завершив своє перше шестимісячне розгортання в західній частині Тихого океану в Перській затоці в складі ударної групи авіаносця «Кітті-Хок».
У вересні 1998 року завершив проходження докового ремонту на військово-морській верфі в Перл-Гарбор, після завершення тримісячного розгортання в східній частині Тихого океану і західного узбережжя Сполучених Штатів.
З вересні 2003 року до березня 2004 року човен знаходився у Західній частині Тихого океану де взяв участь у навчаннях ANNUALEX '03, разом з кораблями військово-морських сил самооборони Японії. Човен відвідав порти Сінгапура, Гуаму, Сасебо (Японія) та Йокосука (Японія).
9 березня 2004 року повернувся в порт приписки після завершення шестимісячного розгортання в західній частині Тихого океану. У жовтні прибув на військово-морську верф у Перл-Харбор для проходження тримісячного докового ремонту.
З травня по червень 2005 був розгорнутий в східній частині Тихого океану. 9 серпня покинув порт приписки для запланованого розгортання в складі експедиційної ударної групи десантного корабля USS «Tarawa» (LHA 1). Під час цього розгортання човен взяв участь у навчаннях «Exercise Malabar» разом з кораблями ВМС Індії. Після навчань човен відвідав Пхукет (Таїланд). Це була перша американською субмарина, яка відвідала Пхукет з 2001 року. В порт приписки човен повернувся 9 лютого 2006 року.
5 квітня 2008 року повернувся в порт приписки Перл-Харбор після завершення модернізації, яка більшого року проходила на військово-морській верфі в Кіттері (Портсмут), штат Мен.
15 травня 2009 року покинув порт приписки для запланованого розгортання в західній частині Тихого океану. Під час якого відвідав порти: Сінгапура, Сайпана, Гуама, Окінави, та Йокосука. В порт приписки човен повернувся 15 листопада.
24 лютого 2011 року покинув порт приписки для запланованого розгортання в західній частині Тихого океану Під час цього розгортання човен взяв участь у навчаннях «Exercise Malabar» разом з кораблями ВМС Індії. Після навчань човен відвідав порти: Сасебо (Японія), Чінхае (Південна Корея), Йокосука, (Японія), Гуам та Субік (Філіппіни). В порт приписки човен повернувся 24 серпня.
5 серпня 2012 завершив шестимісячний доковий ремонт, який проходив на військово-морській верфі в Перл-Гарбор.
29 липня 2013 року покинув порт приписки для запланованого розгортання в західній частині Тихого океану, з якого повернувся 28 січня 2014 року.
8 липня 2014 року покинув Перл-Харбор для участі в міжнародному навчанні «RIMPAC 2014».
2 квітня 2015 року покинув порт приписки для запланованого розгортання в західній частині Тихого океану, з якого повернувся 28 жовтня.
11 липня 2016 року покинув порт приписки для участі в міжнародному навчанні «RIMPAC 2016», після закінчення якb[ 4 серпня повернувся в Перл-Харбор.
У лютому 2017 року покинув порт приписки Перл-Харбор для запланованого розгортання в західній частині Тихого океану. 2 березня човен прибув з візитом в Йокосука, Японія. 11 травня під вдруге прибув з візитом в Йокосука в рамках поточного Індо-Азіатсько-Тихоокеанського розгортання. 15 серпня повернувся в порт приписки.
В лютому 2020 року човен взяв участь у навчаннях «Ocean Explorer», біля берегів західної Австралії.